# Головмох бур'яновий
Головмох бур'яновий (Bryum ruderale) — вид мохів порядку головмохальних (Bryales).

## Поширення
Батьківщиною є Європа, Північна Америка, Африка.
Населяє вологий порушений ґрунт, пісок; від низьких до помірних висот; від низьких до високих (0–1200 метрів).

## Характеристика
Рослини дрібні, зелені або жовто-зелені, часто з червонуватим відтінком. Стебла 0.4–2(3) см; ризоїди від червоно-фіолетового до темно-червоного. Листки нещільно посаджені, яйцювато-ланцетні, слабо увігнуті, 0.4–1(1.5) мм; краї від плоских до слабо закручених проксимально, дистально від суцільних до зубчастих; верхівка гостра. Спеціалізоване нестатеве розмноження ризоїдальними бульбами, на довгих ризоїдах у ґрунті, пурпурно-червоні або рідше помаранчеві, неправильно сферичні, (120)150–200 мкм. Вид дводомний. Коробочка від похилої до пониклої, 1–3 мм.